# Eric Mitchell
Eric Mitchell (* 10. April 1992 in Calgary) ist ein ehemaliger kanadischer Skispringer.
Mitchell gab im Februar 2008 in Whistler sein Debüt im FIS Cup. Im März 2008 startete er dort auch im Skisprung-Continental-Cup und gewann als 27. und 29. auf Anhieb COC-Punkte, allerdings waren diese beiden Wettbewerbe auch schwach besetzt. Die Saison 2007/08 beendete er mit sechs Punkten auf Platz 138 der Gesamtwertung.
In der Saison 2008/09 trat er erstmals auch im europäischen Continental Cup an, konnte aber nicht punkten.
Erst in der Saison 2009/10 gelang ihm wieder der Sprung in Richtung Punkteränge. Bei den Olympischen Winterspielen 2010 schied Mitchell im Einzelwettbewerb von der Normal- sowie von der Großschanze bereits in der Qualifikation aus. Im Teamspringen erreichte er mit seinen Mannschaftskollegen MacKenzie Boyd-Clowes, Trevor Morrice und Stefan Read den 12. Platz.
Am 12. Januar 2011 erreichte er mit Platz 15 beim Springen im koreanischen Pyeongchang seine beste Platzierung im Continental Cup.
Im Sommer 2011 gewann Mitchell in Szczyrk ein FIS-Cup-Springen und feierte damit seinen einzigen Sieg bei einem internationalen Wettbewerb. Die Saison 2011/12 beendete er als 12., was ebenfalls sein bestes Ergebnis im FIS Cup darstellt. In der Continental-Cup-Saison 2011/2012 errang er dagegen bei keinem Springen Wettkampfpunkte. Bei der Junioren-WM 2012 in Erzurum belegte er den 27. Platz. Zum Abschluss der Saison belegte er bei den Kanadischen Meisterschaften in Whistler sowohl von der Normal- als auch von der Großschanze den vierten Platz. Auch in der Saison 2012/2013 holte er im Continental Cup keine Punkte.
Am 4. September 2013 kündigte Mitchell seinen Rücktritt als aktiver Skispringer an, um sich fortan auf sein Studium an der Universität in Calgary zu konzentrieren.

## Privates
2015 outete sich Mitchell als homosexuell.